# Stare Stoki
Stare Stoki est une localité polonaise de la gmina de Ćmielów, située dans le powiat d'Ostrowiec en voïvodie de Sainte-Croix.